# Schiffshebewerk Lüneburg

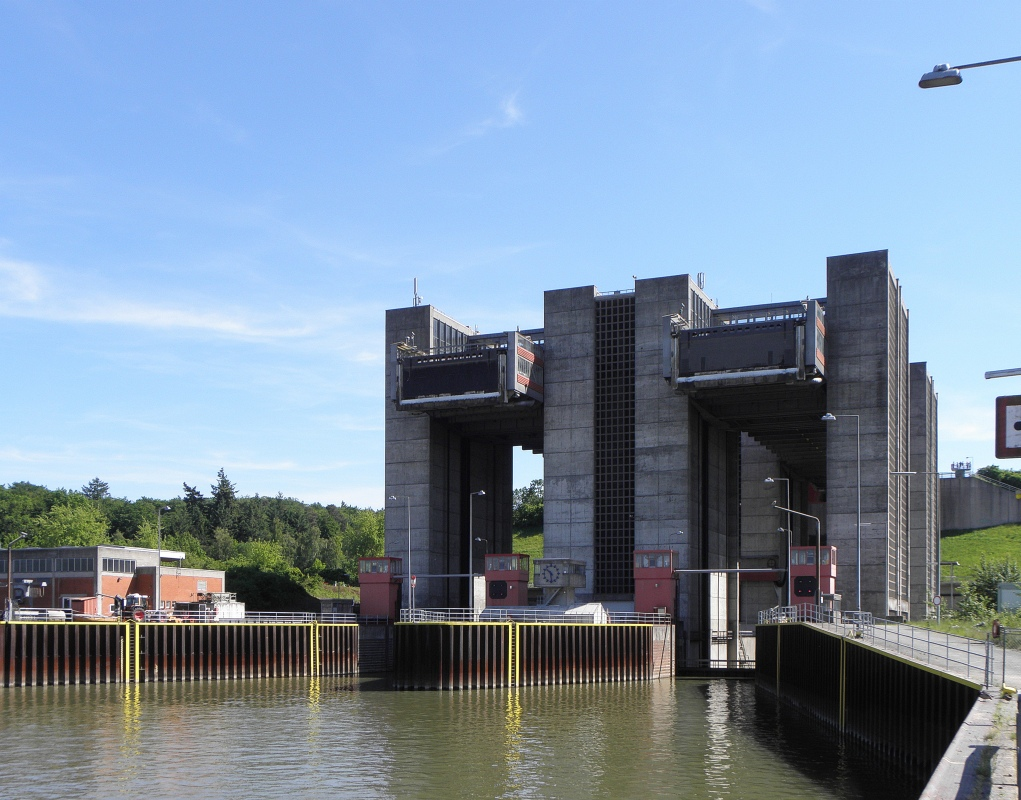
Widok na podnośnię od strony dolnego kanału

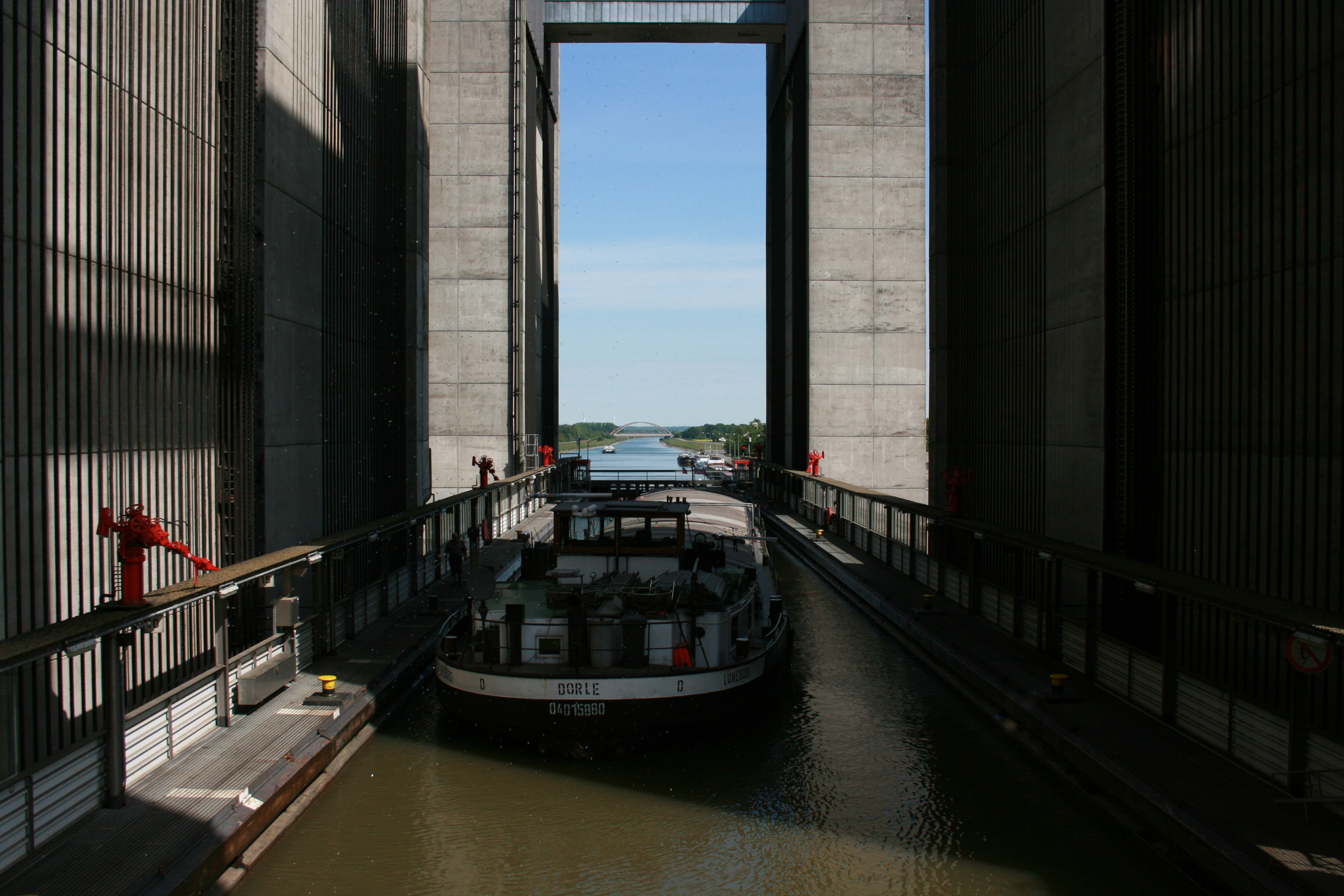
Barka w wannie podczas podnoszenia/opuszczania

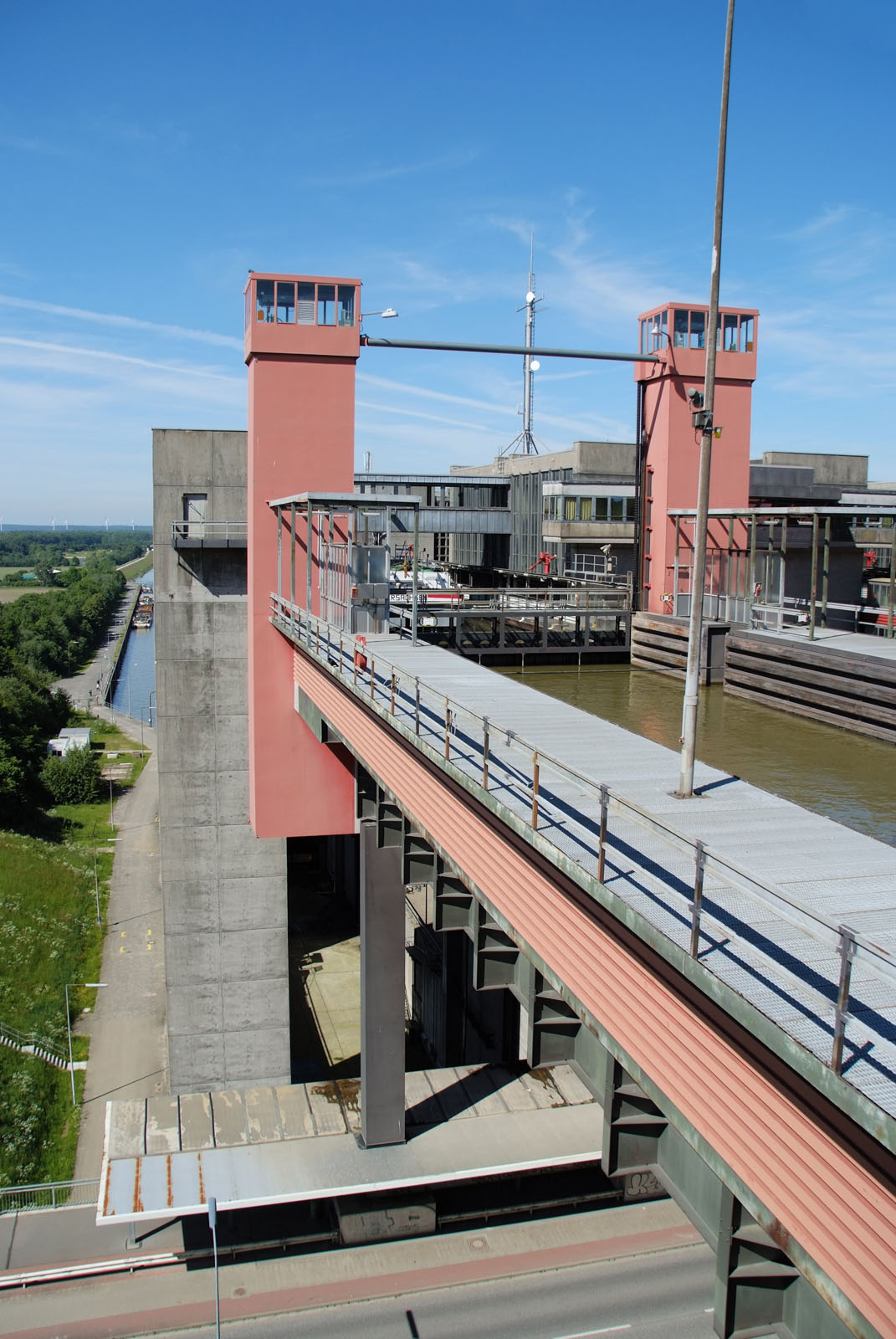
Widok na podnośnię od strony górnego kanału

Schiffshebewerk Lüneburg – śluza windowa (podnośnia statków) na Kanale Bocznym Łaby (niem. Elbe-Seitenkanal) w miejscowości Scharnebeck w pobliżu miejscowości Lüneburg w Dolnej Saksonii w Niemczech. Jest jedną z czterech będących w czynnej eksploatacji podnośni windowych w Niemczech. Udostępniona do zwiedzania, a w pobliżu znajduje się infrastruktura turystyczna – w okresie letnim organizowane są w Scharnebeck przez podnośnię rejsy wycieczkowe.
Różnica poziomów pomiędzy górnym a dolnym odcinkiem kanału wynosi 38 metrów. Różnicę tę statki pokonują w wypełnionej wodą olbrzymiej wannie, która jest podnoszona oraz opuszczana w pionie.

## Powstanie i nazwa
Wybudowana została w 1974 roku kosztem 190 milionów ówczesnych marek niemieckich (według innych źródeł były to 152 miliony marek). Chociaż oficjalna nazwa podnośni brzmi Schiffshebewerk Lüneburg, to ze względu na jej położenie funkcjonuje również nazwa Schiffshebewerk Scharnebeck.

## Dane techniczne
- Typ: podwójna podnośnia, dwie śluzy windowe pracują niezależnie od siebie
- Wysokość: 38 m (dokładną różnicę poziomów warunkuje poziom dolny, uzależniony od poziomu wody w Łabie)
- Wymiary użytkowe wanny: długość 100 m (całkowita 105,6 m), szerokość 11,8 m, głębokość 3,38 m
- Czas podnoszenia/opuszczania wanny: 3 min
- Całkowity czas przepłynięcia: 15-20 min
- Koszt budowy podnośni: 152 mln ówczesnych marek niemieckich (całego kanału 1,7 mld marek)[1][2].

## Katastrofy i awarie
18 lipca 1976, czyli pięć tygodni po oficjalnym otwarciu Kanału Bocznego Łaby, doszło powyżej podnośni do katastrofy: woda podmyła i przerwała wał w okolicach miejscowości Adendorf. Z kanału wyciekło prawie 4 mln m³ wody, zalany został obszar ok. 10-15 km². Kanał oddano ponownie do użytku w czerwcu 1977.
30 stycznia 2008 miała miejsce awaria urządzeń podnośni statków w Scharnebeck. Na wypływający statek „Heinrich” opadła nagle brama zaporowa, doprowadzając do poważnych uszkodzeń jednostki.